# 李子芳 (八極拳)
李子芳（1916年—1984年），近現代八極拳武術家。祖父為清末民初名武師李書文。

## 生平
李子芳祖籍河北滄縣，出生於天津小站鎮，其後人指出李子芳在家譜中為「芝」字輩，正確應為李芝芳，李子芳之名實屬誤傳。
其父李東堂為清末武術名家李書文之過繼子。李書文之弟李桐文因兄長無嗣，將兒子過繼給他；因此李子芳在族譜上為李書文之孫。
李子芳隨父親居住在小站鎮東閘口，李書文亦經常至此。由於他對孫子輩十分慈祥，常親自督促他們習武，因此李子芳等稱其為「把式爺爺」。
後來，李子芳正式跟隨李書文與其師弟張毓衡習武。為避免拳譜輩份混亂，李書文指定徒弟高熙臣為李子芳師父。
1934年，李書文在李子芳家中過世，遺體歸葬滄州鹽山。李子芳繼續跟隨師父高熙臣，師叔魏鴻恩、張子亭、魏鴻濱、馬秀樹等人習武，其中，以張毓衡的徒弟張子亭指導的時間最長。
學成後，李子芳在天津北閘口一帶繼續傳授八極拳，門徒甚多，其子李樹茂亦受其傳承，其一門至今仍於武術界活躍。